# Amt Drensteinfurt
Das Amt Drensteinfurt war ein Amt im Kreis Lüdinghausen in Nordrhein-Westfalen. Im Rahmen der nordrhein-westfälischen Gebietsreform wurde das Amt zum 1. Juli 1969 aufgelöst.

## Geschichte
Im Rahmen der Einführung der Landgemeindeordnung für die Provinz Westfalen wurde 1843 im Kreis Lüdinghausen die Bürgermeisterei Drensteinfurt in das Amt Drensteinfurt überführt. Dem Amt gehörten die Stadt Drensteinfurt sowie die vier Landgemeinden Bockum, Hövel, Kirchspiel Drensteinfurt und Walstedde an.
Zum 1. April 1908 schieden die beiden Gemeinden Bockum und Hövel aus dem Amt aus und bildeten das neue Amt Bockum-Hövel.
Das Amt Drensteinfurt wurde zum 1. Juli 1969 durch das Gesetz zur Neugliederung von Gemeinden des Landkreises Lüdinghausen aufgelöst. Seine drei Gemeinden, Stadt und Kirchspiel Drensteinfurt sowie Walstedde wurden zu einer neuen Stadt Drensteinfurt zusammengeschlossen, die auch Rechtsnachfolgerin des Amtes ist. Seit 1975 gehört die Stadt Drensteinfurt zum Kreis Warendorf.

## Einwohnerentwicklung
| Jahr | Einwohner | Quelle |
| ---- | --------- | ------ |
| 1858 | 5612      | [ 4 ]  |
| 1871 | 5519      | [ 5 ]  |
| 1885 | 6146      | [ 6 ]  |
| 1910 | 4432      | [ 7 ]  |
| 1939 | 5044      | [ 8 ]  |
| 1950 | 7388      | [ 9 ]  |
| 1969 | 7341      | [ 9 ]  |

Das Amt wurde 1908 verkleinert.